# Poletucha bělobřichá
Poletucha bělobřichá (Biswamoyopterus biswasi) je stromový noční hlodavec z čeledi veverkovití, endemitní pro oblast Arunáčalpradéš v severovýchodní Indii. Je znám díky jedinému exempláři, který byl uloven v Národním parku Namdapha v roce 1981, i když k neformálnímu pozorování poletuchy došlo v roce 2002. Stav současné populace zůstává tedy hádankou, Mezinárodní svaz ochrany přírody považuje druh za kriticky ohrožený.
Až do popisu laoské poletuchy Biswamoyopterus laoensis v roce 2013 představovala poletucha bělobřichá jediného zástupce rodu Biswamoyopterus. V roce 2018 přírodovědec Čchüan Li z Kchun-mingského institutu zoologie Čínské akademie věd identifikoval při studiu exemplářů ve sbírkách ústavu třetí poletuchu ze stejného rodu, která byla nazvána Biswamoyopterus gaoligongensis.